# Jijangbong
Jijangbong (koreanska: 지장봉) är en bergstopp i Sydkorea.   Den ligger i provinsen Gyeonggi, i den norra delen av landet, 70 km norr om huvudstaden Seoul. Toppen på Jijangbong är 877 meter över havet, eller 548 meter över den omgivande terrängen. Bredden vid basen är 10,8 km.
Terrängen runt Jijangbong är huvudsakligen kuperad. Runt Jijangbong är det ganska tätbefolkat, med 199 invånare per kvadratkilometer. I omgivningarna runt Jijangbong växer i huvudsak blandskog.